# Bạc má mào đen

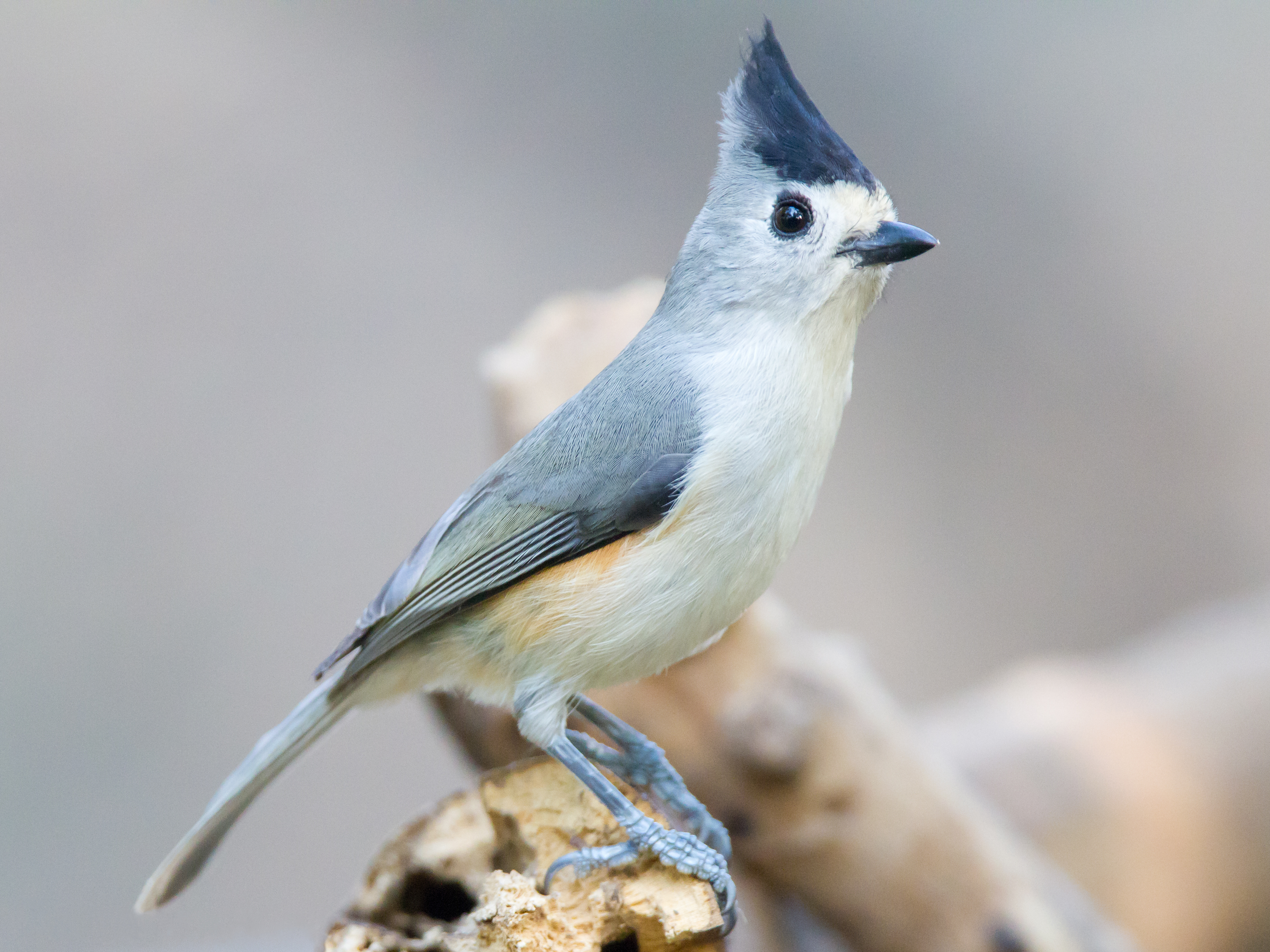
Bạc má mào đen ở Khu bảo tồn đời sống hoang dã quốc gia Santa Ana.

Bạc má mào đen (danh pháp khoa học: Baeolophus atricristatus) là một loài chim trong họ Bạc má.
Từng được xem là một phân loài của bạc má mào lông (B. bicolor), nó đã được công nhận là một loài riêng in 2002. Đây là loài bản địa nam Texas, Oklahoma, và đông trung bộ México. Một số con đã được quan sát về phía bắc và đông tận St. Louis, Missouri.
Bạc má mào đen dài 5,5 đến 6 inch (14 đến 15 cm), với hai bên sườn màu gỉ sắt, trên lưng màu xám, bụng màu trắng. Chim trống có một đỉnh đầu dài đen tối mà thường là dựng đứng, trong khi đỉnh đầu chim mái là không có màu tối. Chế độ ăn của nó bao gồm quả mọng, hạt, nhện, côn trùng, và trứng côn trùng.